# Salt Island

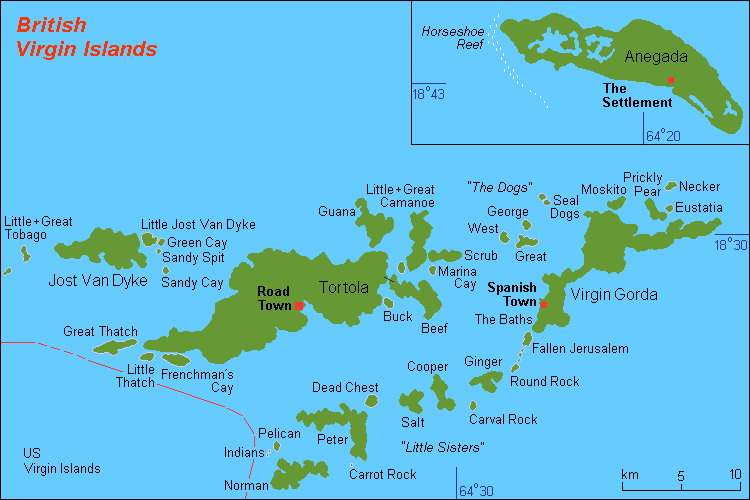
Brittiska Jungfruöarna

Salt Island (engelska Salt Island) är en ö i ögruppen Brittiska Jungfruöarna i Västindien som tillhör Storbritannien.

## Geografi
Salt Island ligger i Karibiska havet ca 10 km sydöst om huvudön Tortola.
Ön är av vulkaniskt ursprung och har en areal om ca 1,5 km².
Ön saknar bofast befolkning, den sista invånaren som då levde ensam i den nu övergivna orten The Settlement på öns norra del avled 2003.
Ön kan endast nås med fartyg och är en populär utflyktsort framför allt för dykning, vraket efter lastfartyget "RMS Rhone" anses bland de bästa dykvatten i Karibiska havet.

## Historia
Salt Island upptäcktes 1493 av Christofer Columbus under sin andra resa till Nya världen.
Namnet härstammar från de saltsjöar som tidigare utgjorde en viktig saltkälla för den brittiska flottan "Royal Navy".
1672 införlivades ön i den brittiska kolonin Antigua.
1773 blev ön tillsammans med övriga öar till det egna området Brittiska Jungfruöarna.
Den 29 oktober 1867 sjönk fraktfartyget "RMS Rhone" under en storm utanför öns västra kust.
Idag är turism öns enda inkomstkälla.